# Almyros
Almyros (in greco Αλμυρός?) è un comune della Grecia situato nella periferia della Tessaglia (unità periferica della Magnesia) con 20 139 abitanti secondo i dati del censimento 2001.
A seguito della riforma amministrativa detta Programma Callicrate in vigore dal gennaio 2011 che ha abolito le prefetture e accorpato numerosi comuni, la superficie del comune è passata da 473,94 a 905 km² e la popolazione da 12 987 a 20 139 abitanti.
In precedenza la città era il capoluogo della prefettura di Magnesia.
Almyros è un importante centro agricolo e commerciale di Magnesia, e sta inoltre sviluppando come centro turistico per la zona. I principali prodotti agricoli sono i pomodori, cotoni, frumenti e dadi secchi, come mandorle, pistacchi e arachidi.

## Storia
A circa 10 km a sud della città sorgono le rovine di Alos, tutt'oggi visitabili, che testimoniano la presenza umana nel territorio. Alos era una fiorente città all'epoca delle guerre persiane soprattutto per il porto. Dopo la caduta dell'Impero bizantino le scorribande dei pirati indussero i cittadini a costruire la città nel luogo attuale.
Nel 1838 è descritta come "un villaggio di turchi con pochi cristiani residenti".
L'indipendenza dall'Impero ottomano arrivò nel 1898 con il conseguente ripopolamento con abitanti di etnia greca. Nel 1980 un terremoto di magnitudo 6,5 distrusse gran parte della città.

## Cultura
Ad Almyros si trova un museo archeologico.